# Donji Kašić
Donji Kašić – wieś w Chorwacji, w żupanii zadarskiej, w mieście Benkovac. W 2011 roku liczyła 63 mieszkańców.